# Шихов, Павел Андреевич
Па́вел Андре́евич Ши́хов (19 сентября 1909, Корени, Вятская губерния — 8 ноября 1961, Русско-Полянский район, Омская область) — Герой Советского Союза. Сапёр 33-го гвардейского отдельного моторизованного инженерного Каменец-Подольского Краснознамённого ордена Кутузова батальона 3-го гвардейского моторизованного инженерного орденов Кутузова и Богдана Хмельницкого бригады. Ефрейтор.

## Биография
Родился 19 сентября 1909 года в селе Илейское-Корени (ныне — Корени в Кумёнском районе Кировской области) в крестьянской семье. Русский. Окончил 4 класса, работал плотником и пимокатом в колхозе.

### Участие в Великой Отечественной войне
В августе 1941 года был призван в РККА и направлен на фронт.
Воевал сапёром в составе 33-го гвардейского отдельного моторизованного инженерного батальона 3-й гвардейской моторизованной инженерной бригады 4-й гвардейской танковой армии (1-й Украинский фронт).

### Подвиг
Гвардии ефрейтор П. А. Шихов отличился в боях под Берлином весной 1945 года. 27 апреля он первым переправился через реку Хафель в районе города Потсдама и вступил в бой. По собственной инициативе заменив выбывшего из строя командира взвода, П. А. Шихов с бойцами успешно атаковал первую траншею и, проявив мужество, поднял взвод в атаку на вторую линию траншей. Нацисты встретили наших солдат с фронта и флангов автоматно-пулемётным огнём, фаустснарядами и гранатами. Потом завязался рукопашный бой. В итоге бойцы во главе с П. А. Шиховым сумели вытеснить нацистов из второй линии обороны. Как свидетельствует наградной лист, взвод в рукопашной схватке уничтожил 30 гитлеровцев. 9 из них были на счету самого Шихова.
1 мая 1945 года, прочёсывая лес у населённого пункта Цаухвиц, П. А. Шихов наткнулся на большую группу нацистов. Открыв по ним внезапный огонь и уложив несколько из них, заставил остальных сдаться в плен.
Указом Президиума Верховного Совета СССР от 27 января 1945 года за образцовое выполнение заданий командования в борьбе против немецко-фашистских захватчиков и проявленные при этом мужество и героизм Шихову Павлу Андреевичу было присвоено звание Героя Советского Союза с вручением Ордена Ленина и медали «Золотая Звезда».

### После войны
Демобилизовавшись, после войны вернулся домой в деревню Лобачи Куменского района Кировской области, работал в колхозе. В 1960 году уехал жить в Омскую область. Работал в одном из совхозов Русско-Полянского района.
Умер 8 ноября 1961 года.

## Награды
- Медаль «Золотая Звезда»;
- орден Ленина;
- орден Красной Звезды[3];
- медаль «За победу над Германией в Великой Отечественной войне 1941—1945 гг.» (9 мая 1945)[4];
- другие медали.

## Память
- Имя Героя высечено золотыми буквами в зале Славы Центрального музея Великой Отечественной войны в Парке Победы (Москва).
- На могиле Героя установлен надгробный памятник.

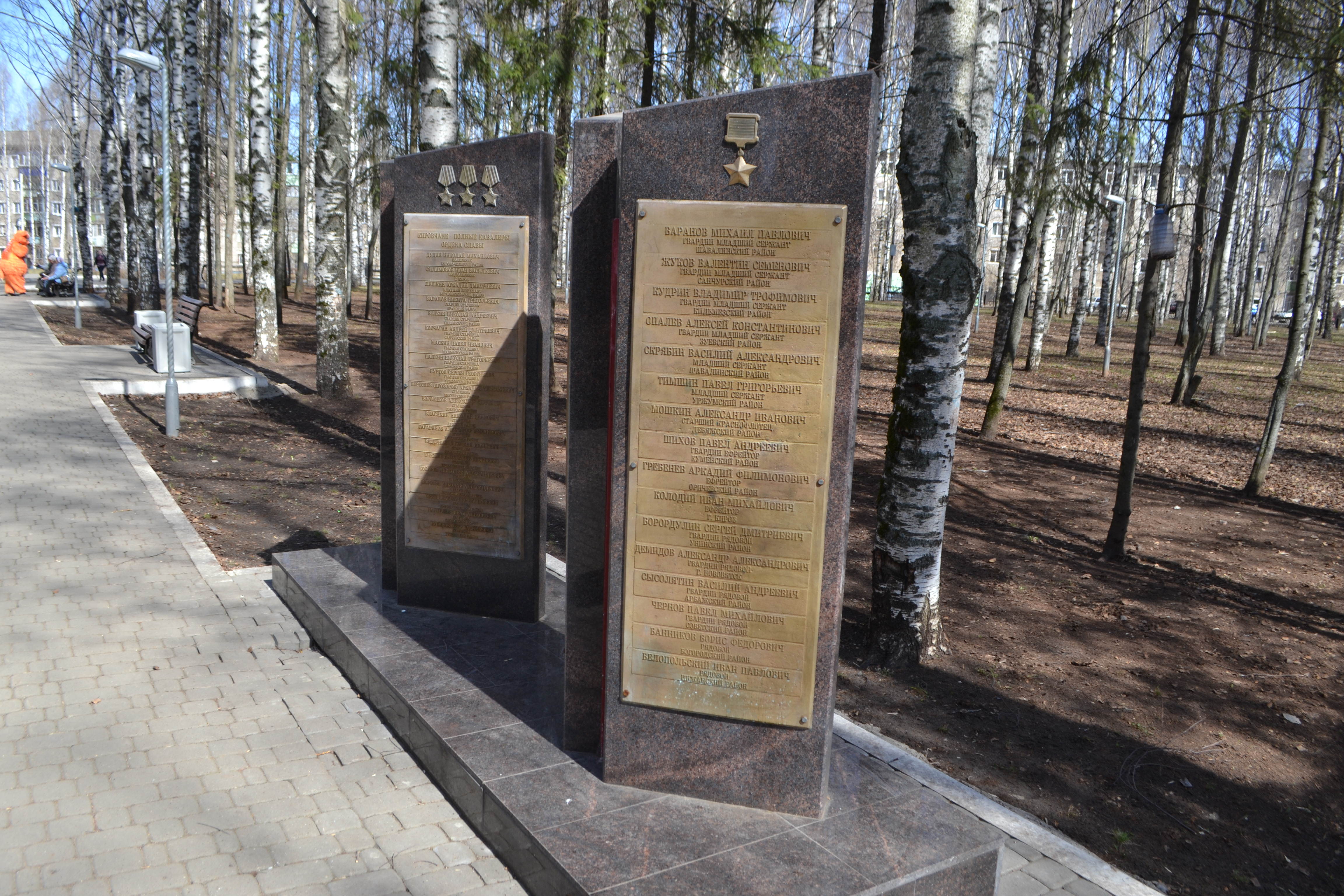
Имя Героя выбито на гранитной стеле на Аллее Славы в парке Победы города Кирова 2019.

- Имя Героя выбито на гранитной стеле на Аллее Славы в парке Победы города Кирова 2019.